# Скайкомиш
Скайкомиш (на английски: Skykomish) е град в окръг Кинг, щата Вашингтон, САЩ. Скайкомиш е с население от 214 жители (2000) и обща площ от 0,9 km². Намира се на 283 m надморска височина. ЗИП кодът му е 98288, а телефонният му код е 360.